# Nagga
Nagga (franska: Nagga (CR), Nagga (Commune Rurale), arabiska: لعمامرة) är en kommun i Marocko.   Den ligger i provinsen Safi och regionen Marrakech-Safi, i den norra delen av landet, 300 km sydväst om huvudstaden Rabat. Antalet invånare är 20 797.